# Estación (Yumbel)
Estación Yumbel, Yumbel Estación, o también conocida simplemente como Estación, es una localidad semirrural chilena perteneciente a la comuna de Yumbel, en la Provincia del Biobío, Región del Biobío, ubicada a seis kilómetros al sur de la capital comunal, y a 17 km de la ciudad de Monte Águila.
De acuerdo con el censo chileno de 2017, el pueblo entonces tenía 2,930 habitantes. Su nombre se debe a que en esta localidad se ubica la antigua Estación Yumbel.

## Historia
Estación fue uno de muchos asentamientos rurales nacidos a fines del siglo XIX. La localidad probablemente se originó cerca de 1873, cuando empieza a operar su estación ferroviaria. Estación Yumbel estaba conectada a Monte Águila vía férrea, a 11 km de distancia. Sus límites urbanos serían fijados por el Decreto 3.827 de 1940, donde al pueblo se le nombró de forma extraoficial como Yumbel Nuevo, en contraposición al Yumbel Histórico. Dada su conectividad ferroviaria, en su momento se propuso trasladar los edificios públicos al nuevo pueblo, pero la idea no prosperó, esto porque se quiso mantener como cabecera de la comuna a la ciudad antigua. No obstante, albergó importantes instituciones en el pasado, como el único Hospital de la comuna, ubicado en la calle Ignacio Carrera Pinto, donde recibieron asistencia médica y sanitaria tanto yumbelinos, como cabrerinos, y campesinos de localidades y caseríos aledaños y otros más alejados, como Monte Águila, Charrúa y otros sectores rurales, gracias a la conectividad férrea. Esto hasta 1982, cuando el Hospital se trasladó a la capital comunal, siendo en la actualidad el edificio de la calle Ignacio Carrera Pinto, el Liceo Municipal Gonzalo Guglielmi Montiel.
Desde 1826 hasta 1976, el territorio de la actual comuna de Yumbel perteneció a la provincia de Concepción como parte de la delegación de Rere, posteriormente departamento del mismo nombre y finalmente departamento de Yumbel. Con el proceso de regionalización, la comuna pasó a integrar la provincia de Biobío, situada en la región homónima.
A partir de 1979 toda la zona ubicada al poniente de Río Claro pasa a la administración de la Comuna de Yumbel, mientras que las localidades de Monte Águila, Charrúa, y Chillancito, que hasta ese momento integraban la comuna junto a Estación, se integran a la comuna de Cabrero, quedando así estructurada la comuna como se conoce actualmente.
Su historia está plenamente ligada a su capital comunal, la cual ha sido históricamente llamada Yumbel Pueblo, o Yumbel Ciudad, para distinguirlos. Están separados por seis kilómetros de carretera.

## Geografía

### Geología y relieve
La comuna está localizada geográficamente en la Depresión Intermedia, ubicada a seis kilómetros al sur de la capital comunal; a 17 km al oeste de la ciudad de Monte Águila; a 12 km al norte de la localidad de Puente Perales; y a 24 km al este de Rere. La altitud de Estación es de 150 m s. n. m.

#### Fenómenos sismológicos
Por su ubicación en el Cinturón de Fuego del Pacífico, Chile se ha visto afectado por muchos desastres naturales. Al menos cuatro terremotos han afectado a la localidad a lo largo de su historia, en 1914, 1939, 1960, y 2010. Según los registros, los que más afectaron a la ciudad fueron los 1939, 1960, y en especial el de 2010, el que destruyó la infraestructura ferroviaria de su estación, la que quedó seriamente dañada, lo que provocó que esta quedará en un evidente estado de abandono. En enero de 2018 entró en funcionamiento el nuevo sistema de movilización AUV lo que significó el cierre definitivo de la oficina de tráfico de EFE.

### Clima
El pueblo tiene un clima mediterráneo continentalizado, de estaciones muy marcadas y períodos secos y lluviosos de similar duración.